# Saint-Martin-de-Cenilly
Saint-Martin-de-Cenilly ist eine französische Gemeinde mit 206 Einwohnern (Stand 1. Januar 2022) im Département Manche in der Region Normandie. Sie gehört zum Kanton Quettreville-sur-Sienne und zum Arrondissement Coutances. 
Nachbargemeinden sind Roncey im Nordwesten, Notre-Dame-de-Cenilly im Norden und im Osten, Hambye im Südosten und Saint-Denis-le-Gast im Südwesten.

## Bevölkerungsentwicklung
| Jahr      | 1962 | 1968 | 1975 | 1982 | 1990 | 1999 | 2008 | 2018 |
| --------- | ---- | ---- | ---- | ---- | ---- | ---- | ---- | ---- |
| Einwohner | 316  | 267  | 242  | 193  | 207  | 206  | 217  | 179  |

## Sehenswürdigkeiten

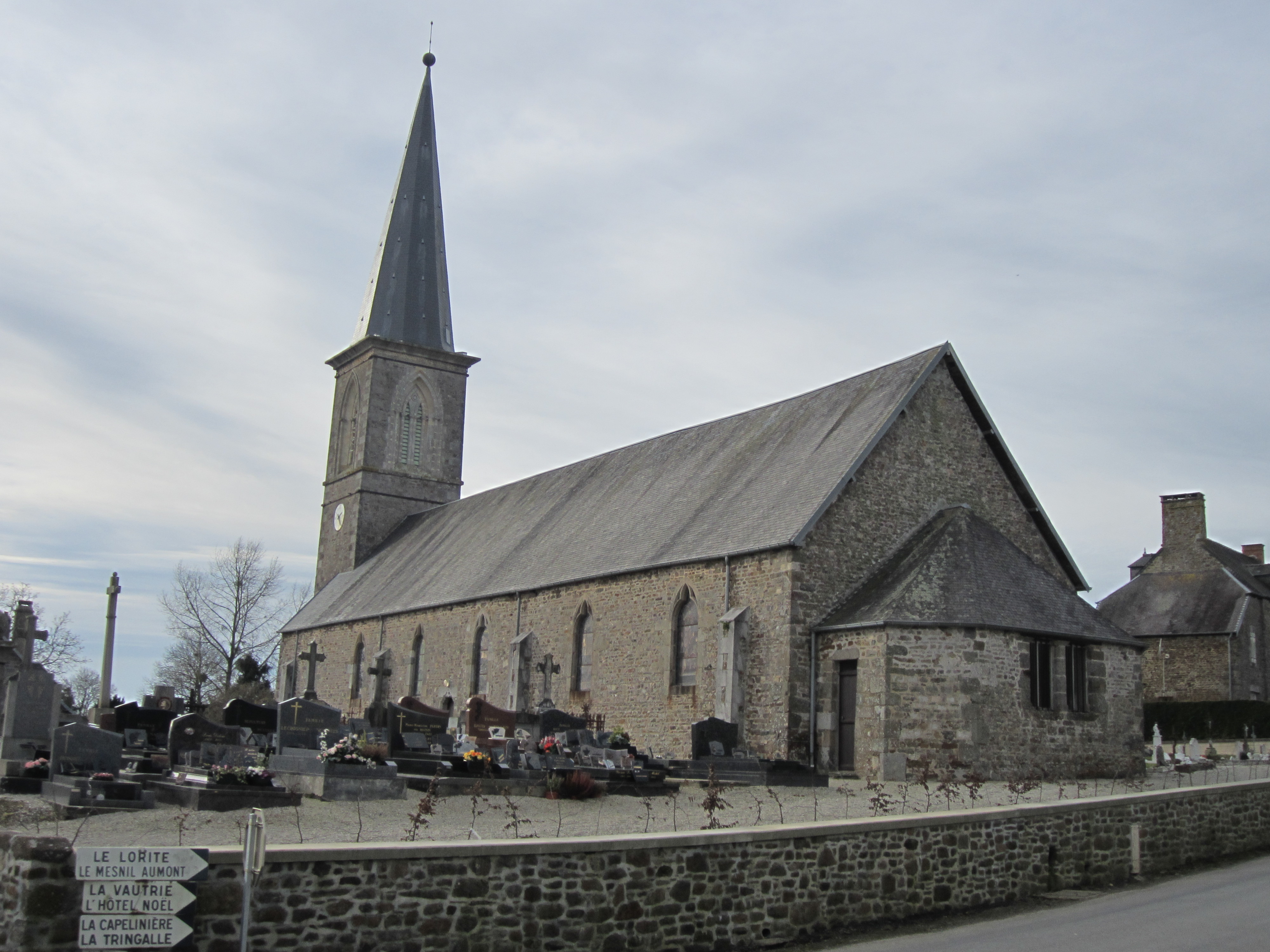
Kirche Saint-Martin

- Kirche Saint-Martin